# 幸せな感じ
『幸せな感じ』（しあわせなかんじ、Euforia）は2018年のイタリアのドラマ映画。
ヴァレリア・ゴリノ監督の2作目の作品で、出演はリッカルド・スカマルチョとヴァレリオ・マスタンドレアなど。
対照的な2人の兄弟が兄の病気をきっかけに距離を縮め、互いを見つめ直していく姿を描いている。
2018年5月に開催された第71回カンヌ国際映画祭の「ある視点」部門に出品された。
日本では2019年4月から5月にかけて開催された「イタリア映画祭2019」で上映された他、2020年11月から開催された「イタリア映画祭2020」では有料でオンライン配信された。

## ストーリー
成功した企業家であるマッテオは、ある日、故郷で教師をしている兄エットレが手術不能な脳の病であることを友人の医師から知らされる。エットレは妻以外の女性を好きになり、その女性とは別れたものの、妻とは暮らせないとして家を出て、実家で母親と暮らしていたが、マッテオは治療と通院のために、自宅であるローマの高級アパートでエットレと同居することにする。家族にもオープンなゲイとして派手な暮らしをするマッテオと、弟とは対照的に質素で寡黙なエットレは長く疎遠であり、兄弟の関係はぎくしゃくしたものであったが、共に暮らし、2人でボスニア旅行などをするうちに、徐々に2人の距離は縮まっていく。しかし、エットレの病は深刻で、余命は長くて8ヶ月であり、その事実をマッテオはエットレだけでなく、家族にも隠していたのである。
治療のおかげで表面的には健康そうに見えても、身体に様々な変化が現れて来たエットレは自分の病の重篤さに否応なしに気付く。そして、裕福な弟の世話になっていることへの負い目もあり、エットレはマッテオにつらくあたる。一方、マッテオは兄の病だけでなく、自らの薬物依存の問題にも真正面から向き合わざるを得なくなる。
そんな中、マッテオはエットレの愛人だったエレナに会い、エットレの病状を伝える。エットレとエレナの関係は既に終わっていたが、エレナはエットレを見舞いにくる。マッテオはエットレとエレナを海に連れて行き、3人で楽しい時間を過ごすが、エレナが帰ると、エットレは死にいく自分の哀れな姿をエレナに見せたくなかったとマッテオに怒りをぶつける。取っ組み合いの喧嘩の末、マッテオは「いつ死ぬんだ?」の捨て台詞とともにエットレを1人残して家を飛び出し、親友のルーカの部屋に転がり込む。
翌朝、エットレが家にいないことを運転手のアルトゥーロから知らされたマッテオは必死にエットレを探す。ようやく電話がつながったエットレは前夜のことを詫びるとともに治療をやめると告げる。マッテオも前夜のことを詫び、何とか治療を続けるように涙ながらに説得しようとするが、エットレの決意は固い。そして、エットレは自分の頭上を舞うムクドリの大群の美しさへの感動を電話越しに伝える。ムクドリの群れを目印にエットレのもとにかけつけたマッテオは、エットレに抱きつき、そんなマッテオをエットレは抱きしめる。

## キャスト
- マッテオ: リッカルド・スカマルチョ - 成功した若手企業家。明るく社交的。ゲイ。
- エットレ: ヴァレリオ・マスタンドレア - マッテオの兄。中学校教師。妻子と別居中。
- ミケーラ: イザベラ・フェラーリ（イタリア語版） - エットレの妻。
- タティアナ: ヴァレンティナ・チェルヴィ - マッテオの遊び仲間。
- エレナ: ジャスミン・トリンカ - エットレの愛人。
- ルーカ: アンドレア・ジェルマーニ - マッテオのゲイ仲間。家族同然。マッテオを愛している。
- 母: マルツィア・ウバルディ（イタリア語版） - マッテオとエットレの母。
- アンドレア: フランチェスコ・ボルジェーゼ - エットレとミケーラの息子。

## 受賞歴
| 賞                                   | 部門                       | 対象                                                                 | 結果       |
| ------------------------------------ | -------------------------- | -------------------------------------------------------------------- | ---------- |
| 第64回ダヴィッド・ディ・ドナテッロ賞 | 作品賞                     |                                                                      | ノミネート |
| 第64回ダヴィッド・ディ・ドナテッロ賞 | 監督賞                     | ヴァレリア・ゴリノ                                                   | ノミネート |
| 第64回ダヴィッド・ディ・ドナテッロ賞 | オリジナル脚本賞           | フランチェスカ・マルチャーノ ヴァリア・サンテッラ ヴァレリア・ゴリノ | ノミネート |
| 第64回ダヴィッド・ディ・ドナテッロ賞 | 主演男優賞                 | リッカルド・スカマルチョ                                             | ノミネート |
| 第64回ダヴィッド・ディ・ドナテッロ賞 | 助演男優賞                 | ヴァレリオ・マスタンドレア                                           | ノミネート |
| 第64回ダヴィッド・ディ・ドナテッロ賞 | 作曲賞                     | ニコラ・テスカリ                                                     | ノミネート |
| 第64回ダヴィッド・ディ・ドナテッロ賞 | 編集賞                     | ジョジョ・フランキーニ                                               | ノミネート |
| 第64回ダヴィッド・ディ・ドナテッロ賞 | ダヴィッド・ジョヴァンニ賞 | ヴァレリア・ゴリノ                                                   | ノミネート |